# 勒梅尼勒迪朗
勒梅尼勒迪朗（法語：Le Mesnil-Durand，法語發音：[lə menil dyʁɑ̃] ⓘ）是法国卡尔瓦多斯省的一个旧市镇，属于利雪区。2016年，勒梅尼勒迪朗与临近的21个市镇合并为新市镇利瓦罗派多日。

## 地理
勒梅尼勒迪朗（49°2'39"N, 0°8'25"E）面积9.86 平方千米，位于法国诺曼底大区卡爾瓦多斯省，该省份为法国西北部沿海省份，北濒大西洋英吉利海峡，东北与滨海塞纳省以海上边界相接，东临厄尔省，南至奧恩省，西与芒什省接壤。
与勒梅尼勒迪朗接壤的市镇（或旧市镇、城区）包括：库普萨尔特、莱萨尔和勒谢讷、利瓦罗、勒梅尼勒日耳曼、圣日耳曼德利韦、圣玛格丽特德洛日、圣马丹-迪梅尼勒乌里。
勒梅尼勒迪朗的时区为UTC+01:00、UTC+02:00（夏令时）。

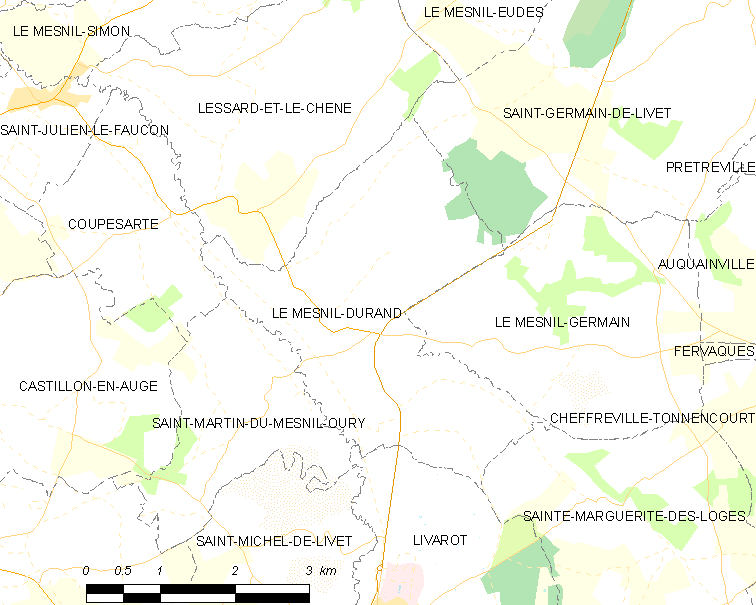
勒梅尼勒迪朗的OSM定位图

## 行政
勒梅尼勒迪朗的邮政编码为14140，INSEE市镇编码为14418。

## 政治
勒梅尼勒迪朗所属的省级选区为利瓦罗派多日县。

## 人口

1962-2008年间勒梅尼勒迪朗人口变化图示

勒梅尼勒迪朗于2018年1月1日时的人口数量为300人。